# Appingedam
Appingedam este o comună și o localitate în provincia Groningen, Țările de Jos. 

## Localități componente
Appingedam, Garreweer, Jukwerd, Laskwerd, Marsum, Oling, Opwierde, Solwerd, Tjamsweer.